# Eduardo Aguirre
Eduardo Daniel Aguirre Lara (San Pedro, 3 agosto 1998) è un calciatore messicano, attaccante dell'Atlas.

## Caratteristiche tecniche
È un centravanti.

## Carriera

### Club
Ha giocato nella prima divisione messicana.

### Nazionale
Nel 2017 con la nazionale Under-20 messicana ha preso parte al campionato nordamericano Under-20 ed al Mondiale Under-20.
Nel 2021 ha vinto la medaglia di bronzo ai Giochi Olimpici di Tokyo; sempre nello stesso anno ha anche esordito in nazionale maggiore.

## Palmarès

### Nazionale
- Bronzo olimpico: 1

Tokyo 2020